# Richard Rodney Bennett
Sir Richard Rodney Bennett CBE (* 29. März 1936 in Broadstairs, Kent; † 24. Dezember 2012 in New York City) war ein britischer Pianist und Komponist.

## Leben und Wirken
Richard Bennett stammte aus einer musikalischen Familie. Seine Mutter war Musikerin und studierte bei Gustav Holst. 1953 bekam er ein Stipendium an der Royal Academy of Music in London und begann zu komponieren. Angeregt durch Elisabeth Lutyens, begann er sich für Neue Musik zu interessieren. Von 1955 bis 1958 hielt er sich häufig in Darmstadt auf und arbeitete dort mit avantgardistischen Musikern zusammen. In diese Zeit fiel auch der Beginn der Kooperation mit Pierre Boulez in Paris. Gemeinsam mit der Pianistin Susan Bradshaw erarbeitete er eine Übersetzung der theoretischen Schriften von Pierre Boulez ins Englische und bildete einige Jahre lang mit ihr gemeinsam ein Klavierduo.
1958 schrieb er die Musik zu Stanley Donens Film Indiscreet. In den 1960er-Jahren komponierte er große Opern: The Mines of Sulphur (Schwefelminen) und Victory. The Mines of Sulphur wurde im November 2005 in New York mit großem Erfolg wieder aufgeführt. Im angelsächsischen Raum ist auch seine häufig aufgeführte Kinderoper All the King’s Men sehr populär.
Darüber hinaus komponierte Bennett in den 1960er- und 1970er-Jahren Musik für eine Reihe weiterer Genres: Werke für Chor und Orchester, Chorwerke a cappella sowie Orchester- und Solostücke für eine enorme Bandbreite der verschiedensten Einzelinstrumente. Dazu gehören die symphonische Dichtung Aubade und die Oper A Penny for a Song (Napoleon kommt), die 1968 in München unter der Leitung von Christoph von Dohnányi mit Ingeborg Hallstein und Martha Mödl in den Hauptrollen ihre deutsche Erstaufführung hatte.
Bennetts Begleitmusik zu verschiedenen Filmwerken, darunter Mord im Orient-Expreß (1974), bezeichnete er selbst als musikalischen Journalismus. Diese Arbeiten brachten ihm zum einen eine ganze Reihe von Auszeichnungen und zum anderen die finanzielle Unabhängigkeit, die ihm gestattete, die Musik zu gestalten, die ihm am Herzen lag.
Aus einigen Treffen mit dem Gitarristen Julian Bream entstanden Werke wie das Concerto for Guitar and Orchestra, eine lange Sonata for Solo Guitar und andere. Sie bilden heute einen wichtigen Teil im zeitgenössischen Gitarrenrepertoire.
In seinen letzten Jahren konzentrierte er sich vornehmlich auf den Jazz und fand wieder zurück zu einer eher tonalen Kompositionsweise, die jedoch weiterhin serielle und chromatische Ausdrucksweisen mit einbezog. Er begleitete auch die Sängerinnen Mary Cleere Haran und Marian Montgomery.
1977 wurde Richard Rodney Bennett mit dem Order of the British Empire geehrt. 1999 wurde er zum Knight Bachelor geschlagen. Kritiker bezeichnen ihn als einen der vielseitigsten zeitgenössischen Komponisten.

## Filmografie (Auswahl)
- 1958: Indiskret (Indiscreet)
- 1959: Hügel des Schreckens (The Angry Hills)
- 1959: Den Tod überlistet (The Man Who Could Cheat Death)
- 1959: Die tödliche Falle (Blind Date)
- 1961: Gebrandmarkt (The Mark)
- 1961: Lieben kann man nur zu zweit (Only Two Can Play)
- 1963: Doctor Who (Fernsehserie)
- 1963: Geliebter Spinner (Billy Liar)
- 1964: Hamlet
- 1965: War es wirklich Mord? (The Nanny)
- 1966: Der Teufel tanzt um Mitternacht (The Witches)
- 1967: Die Herrin von Thornhill (Far from the Madding Crowd)
- 1967: Das Milliarden-Dollar-Gehirn (Billion Dollar Brain)
- 1968: Die Frau aus dem Nichts (Secret Ceremony)
- 1970: Im Visier des Falken (Figures in a Landscape)
- 1971: Nikolaus und Alexandra (Nikolaus and Alexandra)
- 1974: Mord im Orient-Expreß (Murder on the Orient Express)
- 1976: Sherlock Holmes in New York
- 1977: Equus – Blinde Pferde (Equus)
- 1978: Das große Dings bei Brinks (The Brink’s Job)
- 1979: Yanks – Gestern waren wir noch Fremde (Yanks)
- 1985: Mord mit doppeltem Boden (Murder with Mirrors) (Fernsehfilm)
- 1988: Mein Leben mit Anne Frank (The Attic: The Hiding of Anne Frank) (Fernsehfilm)
- 1991: Verzauberter April (Enchanted April)
- 1994: Vier Hochzeiten und ein Todesfall (Four Weddings and a Funeral)

## Sonstige Kompositionen (Auswahl)
- Symphony. Universal Edition, London ©1966
- wind quintett (vermutlich 1978), erschienen in der Universal Edition
- Conversation, 1965, für 2 Flöten
- Impromptus für Gitarre, 1968, Universal Edition

## Auszeichnungen
Verschiedene Grammy und Emmy-Nominierungen sowie
- drei Oscar-Nominierungen – 1975: Mord im Orient-Expreß; 1973: Nikolaus und Alexandra; 1968: Die Herrin von Thornhill
- 1995 – ASCAP Film and Television Music Awards für Vier Hochzeiten und ein Todesfall
- 1975 – BAFTA Awards: Anthony Asquith Award for Film Music für Mord im Orient-Expreß